# هيرمان غريفيث
هيرمان غريفيث (1 ديسمبر 1893 في ترينيداد وتوباغو - 18 مارس 1980 في باربادوس) (بالإنجليزية: Herman Griffith)‏ هو لاعب كريكت باربادوسي. شارك مع منتخب الهند الغربية للكريكت ومنتخب باربادوس الوطني للكريكت.

## وصلات خارجية
- هيرمان غريفيث على موقع إي آس بي آن كريك إنفو (الإنجليزية)